# Vlag van Argentinië
De nationale vlag van Argentinië is samengesteld uit drie gelijke horizontale banden in de kleuren lichtblauw, wit en lichtblauw, met in het centrum een zon met een gezicht en 32 stralen. Vroeger werd de zon alleen in de oorlogsvlag gebruikt, later ook als dienstvlag. Tegenwoordig mag iedereen de vlag met de zon gebruiken, maar de vlag zonder zon wordt ook nog steeds door burgers gebruikt. De vlag werd sinds 1861 in gebruik.
De volledige vlag (met de zon) wordt genoemd de „Officiële Vlag van de Ceremonie“ (Spaans: Bandera Oficial de Ceremonia). De vlag zonder de zon wordt beschouwd als de „Siervlag“ (Spaans: Bandera de Ornato). De sierversie moet altijd onder de Officiële Vlag van de Ceremonie worden gehesen.

## Ontwerp
Sinds 1978 is de officiële hoogte-breedteverhouding van de vlag 9:14, en zijn officiële grootte is 0,90 bij 1,40 meter; elke band is 30 centimeter hoog. Vlaggen met verhouding van 1:2, 2:3, 9:13 en 13:20 zijn ook in gebruik en toegestaan.
In 1978 werd de kleur van de zon vastgelegd als "goudgeel" (amarillo oro) en werd de binnenste diameter ervan vastgelegd op tien centimeter; 2/6 van de hoogte van de witte baan. De buitenste diameter, die van de zonnestralen, is 25 centimeter, hetgeen overeenkomt met 5/6 van de hoogte van de witte baan.

### Kleuren
De kleuren waarin de vlag geproduceerd moet worden zijn als volgt gespecificeerd:
| Codering               | Geel          | Blauw        | Bruin          | Wit         |
| ---------------------- | ------------- | ------------ | -------------- | ----------- |
| RGB (web)              | 252-191-73    | 117-170-219  | 132-53-17      | 255-255-255 |
| RGB Hexadecimaal (web) | FCBF49        | 75AADB       | 843511         | FFFFFF      |
| Stof                   | 14-1064TC     | 16-4132TC    | 18-1441TC      |             |
| Grafisch               | 1235C of 116U | 284C of 284U | 1685C of 1675U |             |
| Plastic                | Q03021        | Q30041       | Q12024         |             |

## Geschiedenis van de vlag en historische vlaggen

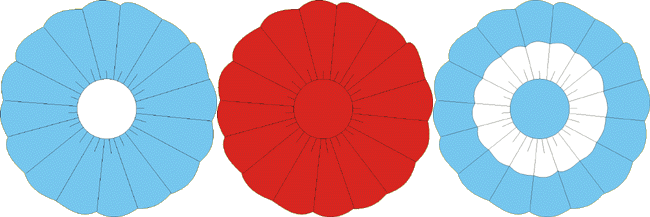
De Argentijnse rosetten
Wit-blauw: 1810; rood: 1811; blauw-wit-blauw: 1812

Vlag van 25 mei 1812

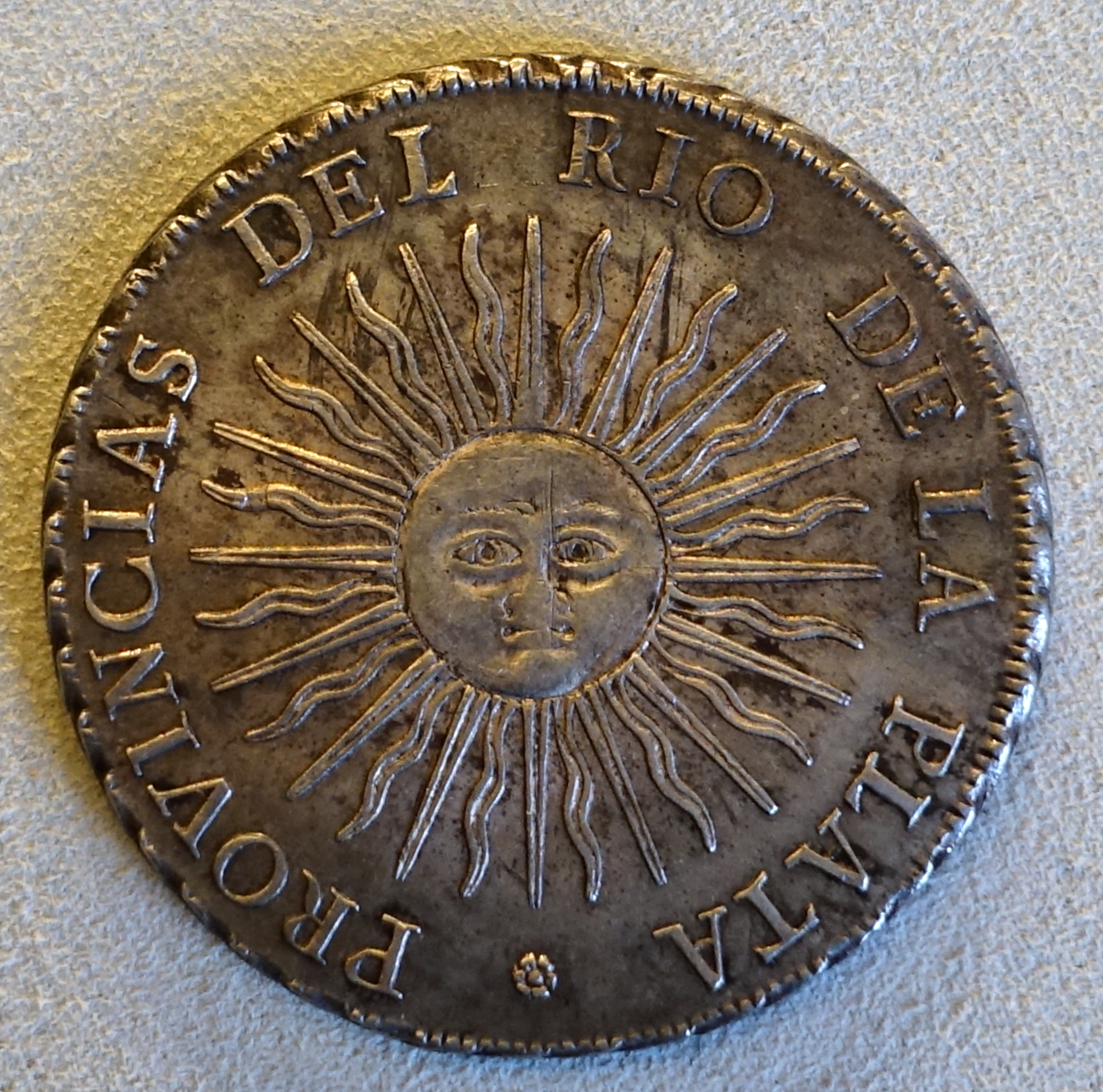
Eerste Argentijnse munt (1813)

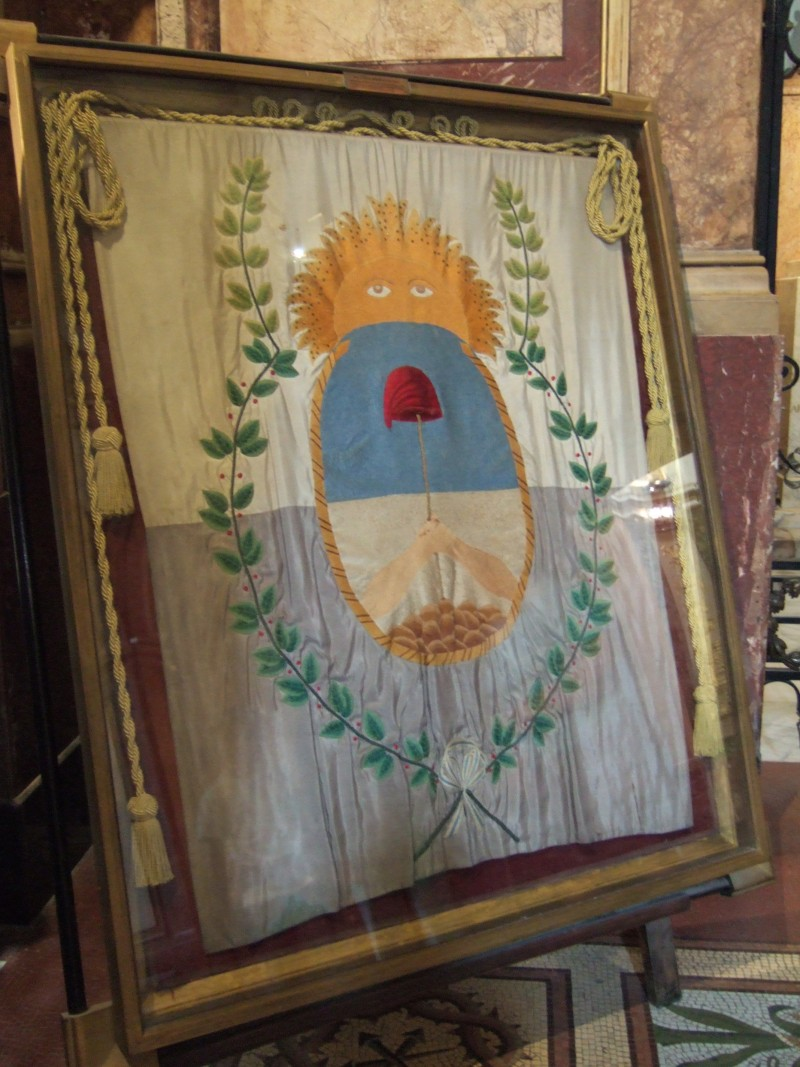
Vlag van het Andesleger, 1817

Vlag van 1840-1853

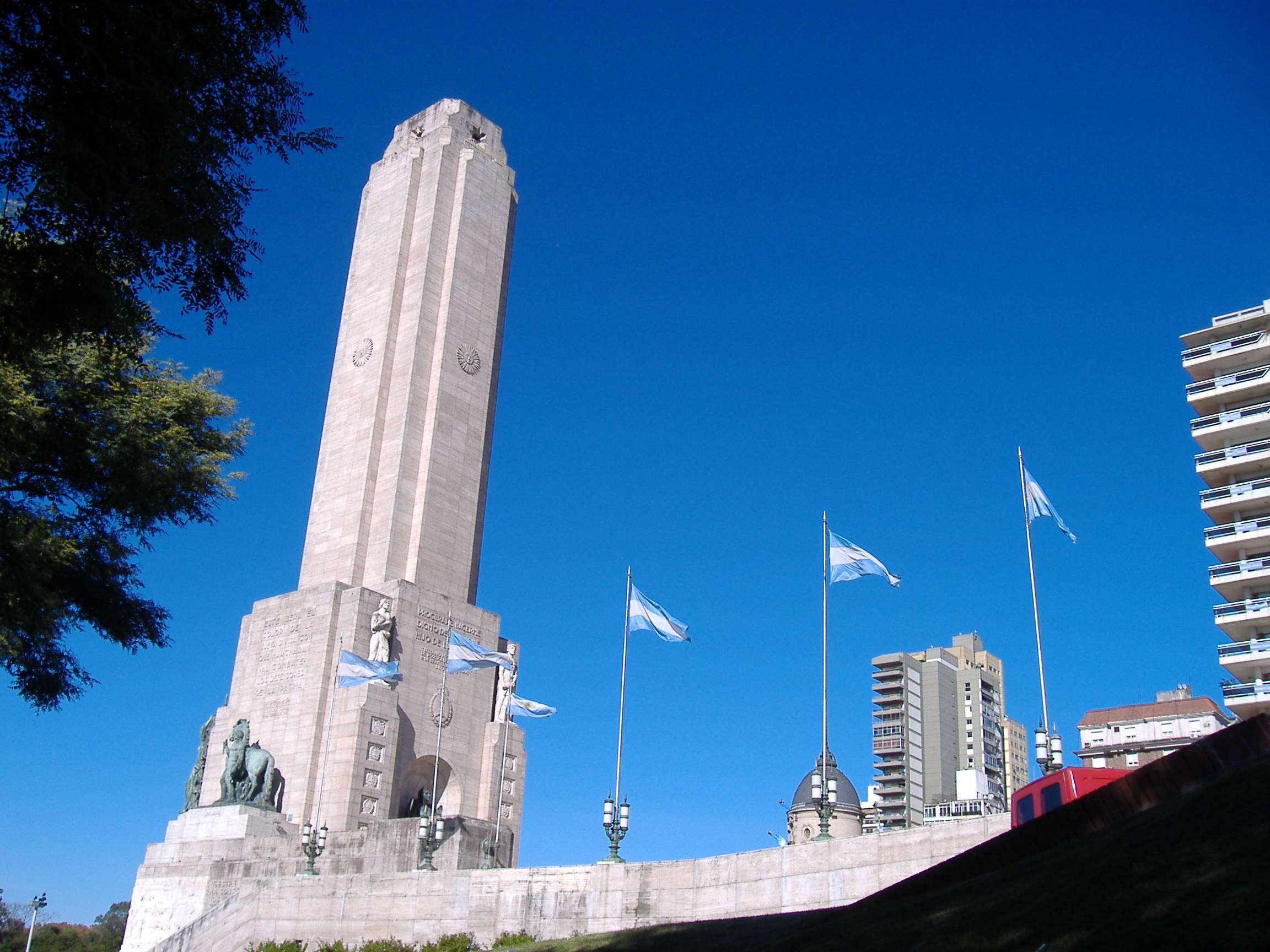
Monumento Nacional a la Bandera

### Vlaggen tijdens de strijd tegen de Spanjaarden
Op 25 mei 1810 begint met de opstand tegen de Spanjaarden ook de geschiedenis van de vlag. Men begint met een vlag met twee horizontale banen in de kleuren wit (boven) en rood, naar de kleuren die Buenos Aires sinds de Britse bezetting van 1806/1807 voert. Rood staat voor de verdediging van de onafhankelijkheid; wit voor vrijheid.
In augustus 1810 speldt José de Moldes, een van de leidende figuren van de onafhankelijkheidsbeweging, als herkenningsteken bij de mensen van twee van zijn militaire eenheden een wit-lichtblauwe rosette op de kleding. Lichtblauw staat voor de provincie Río de la Plata (Argentinië) en wit voor de Spaanse tirannie.
Nadat Cornelio de Saavedra, die niet helemaal met Spanje wilde breken en een gematigdere overgang voorstond, een verbod op deze rosette uitvaardigde, werd in april 1811 een nieuwe rosette in gebruik genomen. Deze was geheel rood.
Op 18 februari 1812 stelde de junta, de eerste provisorische Argentijnse regering, vast dat de rode rosette weer door een blauw-witte vervangen moest worden; echter wel in een ander model (zie de afbeeldingen rechts).
Manuel Belgrano, woordvoerder van de Argentijnse regering en belangrijk generaal, ontwierp de Argentijnse vlag op basis van de rosette van 1812. Op 27 februari 1812 werd deze lichtblauw-wit-lichtblauwe vlag voor het eerst gehesen; dit gebeurde op een eiland in de rivier Paraná, tegenover de stad Rosario. Hij deelde de junta mee:
| Siendo preciso enarbolar bandera y no teniéndola la mandé hacer blanca y celeste conforme a los colores de la escarapela nacional; espero que sea de la aprobación de V.E. | Vertaling: Ik vond dat het goed was om een vlag te hijsen en aangezien ik er geen had, heb ik zelf een wit-lichtblauwe laten maken, gebaseerd op de kleuren van de nationale rosette; ik hoop dat dit door Uwe Excellenties toegestaan wordt. |

De regering vond deze daad van Belgrano politiek onvoorzichtig en beval Belgrano de rood-gele vlag van de vesting Buenos Aires (tevens de vlag van Spanje) te gebruiken. Belgrano liet een nieuwe vlag maken, die op de tweede verjaardag van de opstand (25 mei 1812) gehesen werd in de stad San Salvador de Jujuy. Deze vlag (Bandera Nacional de Nuestra Libertad Civil) toont het zegel van de opstandelingen, met als centrale kenmerk twee handen die een stok vasthouden met daarop een Frygische muts van de jakobijnen. De twee handen staan voor eenheid en broederschap, de muts staat voor vrijheid en de stok voor de bereidheid om die te verdedigen. De handen staan voor een blauw-witte achtergrond, de kleuren van de hemel. Aan de bovenkant van het zegel staat een opgaande zon, die de opkomst van Argentinië symboliseert. De laurierkrans staat voor de overwinning. De vlag is tegenwoordig de vlag van de provincie Jujuy; een soortgelijk ontwerp is dat van het nationale wapen.

Sol de Mayo

De regering vond dat Belgrano door een nieuwe vlag te maken een bevel weigerde en vorderde op 27 juni een decreet uit dat het gebruik van de vlag verbood. Op 18 juli gaf Belgrano aan deze eis toe.
In januari 1813 liet Belgrano een derde vlag maken, die hij met instemming van de regering niet als nationale vlag gebruikte, maar als vlag van de strijdkrachten. Door het volk werd deze vlag echter als nationale vlag gezien. Het gaat hier om een vlag bestaande uit twee horizontale banen in de kleuren wit (boven) en lichtblauw. Vanaf 13 februari van dat jaar voerden zijn troepen deze vlag, zeven dagen later werd ze voor het eerst in de strijd gebruikt. Op 13 november 1813 werd de vlag voor het laatst gebruikt.
Vanaf april 1813 wordt de Incazon of Meizon (Spaans: Sol de Mayo) gebruikt als Argentijns symbool; deze zon met een gezicht en omgeven door zestien rechte en zestien kronkelende zonnestralen symboliseert in de Inca-mythologie de zonnegod Inti. De zon verscheen eerst op munten, die later als voorbeeld voor de afbeelding van de zon op de vlag zouden dienen.

### Vlaggen van het onafhankelijke Argentinië
Op 9 juli 1816 werd de onafhankelijkheid van Argentinië uitgeroepen, waarna op 20 juli van dat jaar voor het eerst een nationale vlag werd aangenomen. Dit was de lichtblauw-wit-lichtblauwe vlag die Belgrano reeds in 1812 bij Rosario gehesen had. De zon zou alleen in de oorlogsvlag gebruikt moeten worden. In de eerste jaren als onafhankelijke staat werden in Argentinië veel verschillende soorten vlaggen gebruikt; vooral wat betreft de positie en het uiterlijk van de zon was men niet zo nauwkeurig. Het Argentijnse Andesleger gebruikte tot 1818 overigens een andere vlag, die tegenwoordig de vlag van de provincie Mendoza is.
In 1829 werd onder druk van dictator Juan Manuel de Rosas de lichtblauwe kleur van de vlag veranderd in donkerblauw. De Rosas was namelijk een federalist en hij associeerde de lichtblauwe kleur met zijn tegenstanders, de unionisten. In 1836 werden in de vier hoeken van de vlag rode Frygische mutsen op stokken geplaatst. Iets later werden de stokken vervangen door pijlen en werden de zonnestralen rood. In 1840 kreeg zelfs de hele zon een rode kleur.
In 1853, na een verloren oorlog tegen Frankrijk, het Verenigd Koninkrijk, Brazilië, Uruguay en Paraguay, werd een nieuwe regering aangesteld en werd de vlag van 1816 weer aangenomen.

### Wijzigingen in het vlaggebruik
Vanaf 1884 werd de zon ook gebruikt voor vlaggen van officiële gebouwen, dus als staatsvlag. Het zou tot 1985 duren voordat ook burgers de vlag met de zon zouden mogen gebruiken naast de vlag zonder zon.
Sinds 1978 is de officiële hoogte-breedteverhouding van de vlag 9:14, en zijn officiële grootte is 0,90 bij 1,40 meter. Sindsdien zijn, zoals hierboven vermeld, vlaggen met een hoogte-breedteverhouding van 1:2, 2:3, 9:13 en 13:20 ook in gebruik en toegestaan.

### Evolutie van de Argentijnse vlag
| Vlag | Periode    | Beschrijving |
| ---- | ---------- | --- |
|      | 1812       | Vlag van Manuel Belgrano                                                                                         |
|      | 1812–1818  | De Vlag of Macha Officieel aangenomen in 1816                                                                    |
|      | 1818–1819  | Vlag van de Verenigde Provincies                                                                                 |
|      | 1819–1820  | De vlag had even een donkerdere kleur                                                                            |
|      | 1820–1829  | De oude kleur is hersteld                                                                                        |
|      | 1829–1835  | Vlag gekozen door Juan Manuel de Rosas na zijn machtsovername en in het nieuw gecreëerd Argentijnse Confederatie |
|      | 1835–1850  | Vlag van de Argentijnse Confederatie                                                                             |
|      | 1850–1861  | Vlag van de Argentijnse Confederatie                                                                             |
|      | 1861–heden | De goedkeuring van de huidige vlag in de Argentijnse Republiek                                                   |

## Dag van de Vlag
Sinds 1938 is 20 juni, de sterfdag van Manuel Belgrano, de Argentijnse Dag van de Vlag (Día de la Bandera). Op deze dag vinden in het hele land feestelijkheden ter ere van de vlag en Manuel Belgrano plaats. Op deze dag werd in 1957 in Rosario het Monumento Nacional a la Bandera (Nationaal Vlagmonument) ingewijd; bij dit monument vinden sindsdien op de Dag van de Vlag de centrale feestelijkheden plaats.

## Invloed op andere vlaggen

Vlag van de Verenigde Staten van Centraal-Amerika, 1823-1824

Het voorbeeld van de Argentijnse vlag vond veel navolging in Latijns-Amerika. Als eerste nam San Andrés en Providencia (tegenwoordig een departement van Colombia) in 1818 een vlag aan die gebaseerd was op de Argentijnse vlag. Vanaf 1821 namen de Verenigde Staten van Centraal-Amerika en de deelstaten daarvan blauw-wit-blauwe vlaggen aan. De vlag van de Verenigde Staten van Centraal-Amerika bestond net als de Argentijnse uit drie horizontale banen in de kleurencombinatie blauw-wit-blauw; in het midden ervan stond het nationale wapen. De vlaggen van de staten die uit deze federatie zijn voortgekomen, die van Honduras, Guatemala, El Salvador, Costa Rica en Nicaragua, hebben nog steeds een blauw-wit-blauwe basis.
De Argentijnse provincies Corrientes, Entre Ríos, La Pampa, Neuquén en San Juan gebruiken ook vlaggen met banen in de kleurencombinatie blauw-wit-blauw, maar ook andere Argentijnse provincievlaggen (en provinciewapens) zijn op de nationale vlag gebaseerd.
Tijdens de Chileense onafhankelijkheidsstrijd werd de Argentijnse vlag gebruikt; zie het artikel Vlag van Chili.